# The Greatest Love
The Greatest Love (hangul: 최고의 사랑; rr: Choego-ui Sarang) é uma série de televisão sul-coreana estrelada por Cha Seung-won, Gong Hyo-jin, Yoon Kye-sang e Yoo In-na. Composta por 16 episódios, foi ao ar na MBC entre 4 de maio e 23 de junho de 2011 as quartas e quintas feiras às 21:55.

## História
Há 10 anos, Gu Ae-jung era a membro mais popular do grupo feminino Kukbo Sonyeo, que literalmente significa "Tesouro Nacional", até se envolver em um escândalo. Desde então, faz pequenas aparições em programas de televisão para ajudar seu pai e irmão encrenqueiros. Por outro lado, Dokko Jin é a estrela mais amada do país, superando todas as pesquisas de popularidade e aparecendo em diversas comerciais, porém é bastante falso. Ae-jung descobre um segredo sobre Jin e o revela em um talk show, deixando-o furioso. No entanto, com o decorrer da história, Jin se apaixona por Ae-jung e tenta ganhar seu coração.
Outra estrela, Kang Se-ri, também fazia parte do grupo Kukbo Sonyeo com Ae-jung. Porém, Ae-jung era mais famosa naquela época e ela era como se fosse uma ninguém. Mas, agora, Se-ri é bastante reconhecida. Ela namorou com Dokko Jin durante um tempo e, embora tenham terminado, mantém o namoro falso para evitar publicidade negativa. Se-ri também é a anfitriã do programa de namoro Couple Making Season 3.
Yoon Pil-joo é um médico bem educado, atencioso e carinhoso. Embora não tenha nenhum interesse na vida escandalosa das celebridades, acaba concordando em aparecer em um programa de TV de namoro, após a insistência de sua mãe. Depois de descobrir que Ae-jung também participaria do programa, fica bastante ansioso em conhecê-la.

## Elenco
- Gong Hyo Jin como Goo Ae Jung
- Cha Seung-won como Dokko Jin
- Yoo In Na como Kang Se Ri
- Yoon Kye-sang como Yoon Pil Joo
- Choi Sung-min como Kim Eun Ho PD
- Kim Mi Jin como Produtor Han Myung Jung
- Jung Man Shik como Diretor Jang
- Ryu Hyo Young como Ha Roo Mi
- Han Jin Hee como Goo Ja Chul
- Jung Joon Ha como Goo Ae Wan
- Park Won Sook como mãe de Pil Joo
- Lee Hee Jin como Jenny
- Im Ji Kyu como Kim Jae Suk
- Bae Seul Gi como Han Mi Na
- Yang Han Yeol como Goo Hyung Kyu